# 8603-as mellékút (Magyarország)
A 8603-as számú mellékút egy körülbelül 21 kilométer hosszú, négy számjegyű országos közút Győr-Moson-Sopron vármegye területén; a 85-ös főút farádi szakaszától húzódik Gyóróig.

## Nyomvonala
Farád közigazgatási területének nyugati szélén ágazik ki a 85-ös főútból, annak a 31. kilométerénél lévő körforgalmú csomópontból, dél felé. Mintegy 750 méter után, felüljárón áthalad a Győr–Sopron-vasútvonal felett, majd 1,2 kilométer után egy újabb körforgalomhoz ér: ebbe csatlakozik bele délkelet felől az M85-ös autóút Győr-Sopron irányának lehajtó ága és délnyugat felé a soproni irányú felhajtó ág. Innen az út egy rövid szakaszon keletnek fordul, majd bő 1,6 kilométer után eléri a régi nyomvonalát, amely Farád központjában vált el a 85-ös főúttól. Innen dél-délnyugati irányt vesz, így halad át az M85-ös alatt, majd kiágazik belőle a győri irányú felhajtó, és csatlakozik hozzá a Sopron felőli lehajtó ág.
A 2. kilométerét elhagyva már Jobaháza határai között, rövidesen pedig már annak belterületén folytatódik, Vasút utca, majd Ady Endre utca néven. A községnek csak az északi, majd nyugati részét érinti, 3,2 kilométer után már ki is lép a házai közül, kevéssel arrébb – nagyjából 3,5 kilométer után – pedig keresztezi a Rábatamásitól Sopronnémetin át Vágig húzódó 8604-es utat. 5,2 kilométer után szeli át a következő település, Bogyoszló határát, majd az 5+850-es kilométerszelvénye közelében keresztezi a Szilsárkány-Kapuvár közti 8601-es utat is. Lakott területeket ezen a településen nemigen érint, csak külterületek közt húzódik, a 10. kilométere után pedig elhalad Bogyoszló, Kisfalud és Mihályi hármashatára mellett.
A folytatásban egy darabig e két utóbbi község határvonalát követi, 11,5 kilométer után pedig teljesen mihályi területre ér. 12,5 kilométer után éri el a község legkeletibb házait, majd néhány lépéssel arrébb beletorkollik keletről, Páli-Vadosfa felől a 8607-es út (alig néhány méterre attól a ponttól, ahol az a Szil-Magyarkeresztúr felől érkező 8605-ös utat is magába fogadta). A falu belterületén nyugat felé húzódik, Hunyadi János utca néven, majd a központban, a 13+350-es kilométerszelvénye táján még egy nagyobb elágazása következik: ott a 8608-as út ágazik ki belőle északnak, Kisfalud és Himod irányába. Ezután átszeli a Kis-Rába folyását, a nyugati községrészben pedig Árpád utca néven folytatódik a belterület széléig, amit körülbelül 14,3 kilométer után ér el. Még egy keresztezése van Mihályi területén: a 14+750-es kilométerszelvénye táján a Kapuvár-Celldömölk közti 8611-es úttal keresztezik egymást.
Kevéssel a 16. kilométere előtt lép Gyóró területére, ahol először – 16,9 kilométer után – Tatárföldmajor külterületi településrész mellett halad el, majd gyors egymásutánban átszeli a Répcét és a kis folyó egy mellékágát is. A 19 kilométerénél már Gyóró házai között húzódik, Kossuth utca néven, a központban, 19,7 kilométer után pedig találkozik a Kapuvárt Cirákkal összekötő 8613-as úttal. Alig száz méternyi hosszúságban közös szakaszon húzódnak dél felé, majd újra különválnak, s a 8603-as délnyugatnak folytatódik, néhány lépés után már külterületen. A település déli határszéle közelében ér véget, beletorkollva a Beled-Pinnye közt húzódó 8612-es útba, annak 8+200-as kilométerszelvénye táján.
Teljes hossza, az országos közutak térképes nyilvántartását szolgáló kira.gov.hu adatbázisa szerint 20,961 kilométer.

## Települések az út mentén
- Farád
- Jobaháza
- (Bogyoszló)
- (Kisfalud)
- Mihályi
- Gyóró